# John Duha
John Alexander Duha (ur. 16 lutego 1875 w Chicago, zm. 21 stycznia 1940 tamże) – amerykański gimnastyk, dwukrotny medalista olimpijski.
W 1904 r. reprezentował barwy Stanów Zjednoczonych na rozegranych w Saint Louis letnich igrzyskach olimpijskich, podczas których zdobył dwa brązowe medale, w ćwiczeniach na poręczach i wieloboju drużynowym. Startował również w czwórboju (4. miejsce), trójboju gimnastycznym (22. miejsce), wieloboju gimnastyczno-lekkoatletycznym (24. miejsce) oraz trójboju lekkoatletycznym (36. miejsce).